# Manuel d'Oslo
Le Manuel d'Oslo de l'OCDE rassemble les « principes directeurs proposés pour le recueil et l'interprétation des données sur l'innovation ».

## Évolution
La première édition du Manuel d'Oslo, en 1992, portait avant tout sur l'innovation technologique de produit et de procédé (TPP).
La troisième édition du Manuel d'Oslo, qui tient compte des progrès réalisés depuis la parution de la 2e édition (1996) et analyse pour la première fois l'innovation non technologique ainsi que les liens entre les différents types d'innovation, a été publiée à l'automne 2005.

## Fonction
Il sert de guide pour la rédaction et le dépouillement  du questionnaire de l'Enquête communautaire sur l'innovation (CSI) effectuée tous les deux ans  (bisannuelle) auprès des 28 États de la Communauté Européenne.
Cette enquête est pilotée en France par l'Insee.

## Définitions d'une innovation
Le Manuel d'Oslo ne donne pas d'exemple, à l'exception de quatre innovations génériques, le baladeur numérique MP3, le freinage ABS, le système GPS et le RFID. 
Il ne précise pas ce qu'il faut entendre par « objectivement nouveaux » et par « améliorés ». 

### Définition générale
Une innovation est la mise en œuvre d’un produit (bien ou service) ou d’un procédé (de production) nouveau ou sensiblement amélioré, d’une nouvelle méthode de commercialisation ou d’une nouvelle méthode organisationnelle dans les pratiques d’une entreprise, l’organisation du lieu de travail ou les relations extérieures. (p. 54)

#### Innovation de produit
Une innovation de produit correspond à l’introduction d’un bien ou d’un service nouveau ou sensiblement amélioré sur le plan de ses caractéristiques ou de l’usage auquel il est destiné. Cette définition inclut les améliorations sensibles des spécifications techniques, des composants et matières, du logiciel intégré, de la convivialité ou autres caractéristiques fonctionnelles. (§ 156)
Exemples  de  nouveaux produits : les premiers micro processeurs, les appareils photo numériques, le premier baladeur numérique MP3. (§ 158)

#### Innovation de procédé
Une innovation de procédé (process innovation) est la mise en œuvre (implementation) d’une méthode de production ou de distribution nouvelle ou sensiblement améliorée. 
Cette notion implique des changements significatifs dans les techniques, le matériel et/ou le logiciel. (§ 168)

#### Innovation de commercialisation
Une innovation de commercialisation (marketing innovation) est  la mise en œuvre (implementation) d’une nouvelle méthode de commercialisation  ou de rupture impliquant des changements significatifs de la conception ou du conditionnement, du placement, de la promotion ou de la tarification d’un produit (§ 169)

#### Innovation d'organisation
Une innovation d’organisation (organisationnal innovation) est la mise en œuvre (implementation) d’une nouvelle méthode organisationnelle dans les pratiques, l’organisation du lieu de travail ou les relations extérieures de la firme. (§ 177) 

## Activités d'innovation
La troisième édition introduit la notion d'activités innovantes au sein de l'entreprise. Les activités d’innovation correspondent à toutes les opérations — scientifiques, technologiques, organisationnelles, financières, commerciales, et R & D — qui conduisent effectivement ou ont pour but de conduire à la mise en œuvre des innovations (§ 149)